# 3261 Tvardovskij
3261 Tvardovskij је астероид главног астероидног појаса чија средња удаљеност од Сунца износи 2,902 астрономских јединица (АЈ).
Апсолутна магнитуда астероида је 11,7.